# Reigada
Reigada is een plaats (freguesia) in de Portugese gemeente Figueira de Castelo Rodrigo en telt 348 inwoners (2001).